# Mission Viejo
Mission Viejo est une ville de Californie, située dans le comté d'Orange. Lors du recensement de 2010, sa population s’élevait à 93 305 habitants.

## Géographie
Selon le bureau du recensement des États-Unis, Mission Viejo a une superficie totale de 46,94 km2, dont 45,94 km2 de terre et 1,0 km2 d'eau.

### Climat
| Mois                              | jan. | fév. | mars | avril | mai  | juin | jui. | août | sep. | oct. | nov. | déc. | année |
| --------------------------------- | ---- | ---- | ---- | ----- | ---- | ---- | ---- | ---- | ---- | ---- | ---- | ---- | ----- |
| Température minimale moyenne (°C) | 6,7  | 7,2  | 8,3  | 10    | 12,2 | 14,4 | 16,1 | 15,5 | 15   | 12,2 | 8,9  | 6,1  | 11    |
| Température maximale moyenne (°C) | 20   | 20   | 20,5 | 22,2  | 22,7 | 23,9 | 26,1 | 26,7 | 26,7 | 25   | 22,2 | 19,4 | 22,9  |
| Précipitations (mm)               | 72,4 | 86,9 | 49,8 | 22,4  | 6,4  | 2,8  | 1,5  | 0,8  | 6,4  | 16,5 | 27,7 | 60,5 | 353,8 |

| Diagramme climatique                                  |           |             |            |             |             |             |             |           |            |             |             |
| J                                                     | F         | M           | A          | M           | J           | J           | A           | S         | O          | N           | D           |
| 206,772,4                                             | 207,286,9 | 20,58,349,8 | 22,21022,4 | 22,712,26,4 | 23,914,42,8 | 26,116,11,5 | 26,715,50,8 | 26,7156,4 | 2512,216,5 | 22,28,927,7 | 19,46,160,5 |
| Moyennes : • Temp. maxi et mini °C • Précipitation mm |           |             |            |             |             |             |             |           |            |             |             |

## Démographie
| 1970   | 1980   | 1990   | 2000   | 2010   | - |
| ------ | ------ | ------ | ------ | ------ | - |
| 11 933 | 50 666 | 72 820 | 93 102 | 93 305 | - |

## Traduction
- (en) Cet article est partiellement ou en totalité issu de l’article de Wikipédia en anglais intitulé « Mission Viejo, California » (voir la liste des auteurs).